# Geocentrophora baltica
Geocentrophora baltica är en plattmaskart som först beskrevs av Julius Thomas von Kennel 1883.  Geocentrophora baltica ingår i släktet Geocentrophora och familjen Prorhynchidae. Inga underarter finns listade i Catalogue of Life.